# 建築史家
建築史家（けんちくしか）とは、建築史を専攻し建築の歴史を研究する研究者、学者である。
| 目次 | 目次 | 目次 | 目次 | 目次 | 目次 | 目次 | 目次 | 目次 | 目次 | 目次 |
| ---- | ---- | ---- | ---- | ---- | ---- | ---- | ---- | ---- | ---- | ---- |
| わ   | ら   | や   | ま   | は   |      | な   | た   | さ   | か   | あ   |
|      | り   |      | み   | ひ   |      | に   | ち   | し   | き   | い   |
| を   | る   | ゆ   | む   | ふ   |      | ぬ   | つ   | す   | く   | う   |
|      | れ   |      | め   | へ   |      | ね   | て   | せ   | け   | え   |
| ん   | ろ   | よ   | も   | ほ   |      | の   | と   | そ   | こ   | お   |

## 一覧

### あ
- カルロ・アイモニーノ
- 東秀紀
- 阿部公正
- 天沼俊一
- 足立康 (建築史家)

### い
- 飯田喜四郎
- 五十嵐太郎
- 石田繁之介
- 泉田英雄
- 稲垣栄三
- 入江正之
- 飯淵康一
- 石井敬吉
- 伊藤毅 (建築学者)
- 伊東忠太
- 伊藤ていじ
- 伊藤延男
- 稲葉信子
- 井上章一

### う
- 内田青蔵
- 海野聡
- 臼杵勲

### え
- 江崎俊平

### お
- 近江榮
- 大岡敏昭
- 大河直躬
- 太田静六
- 太田博太郎
- 奥村徳義
- 大岡實
- 小倉強

### か
- 加藤耕一
- 加藤邦男
- 川上貢
- 河東義之
- 川本重雄
- 籠瀬良明

### き
- 木島孝之
- 北川桃雄
- 木村徳国
- 桐敷真次郎
- ジークフリート・ギーディオン
- 河東義之
- 倉方俊輔

### こ
- 小寺武久
- 小林文次
- ビアトリス・コロミーナ
- 後藤治
- 神代雄一郎
- 古宇田實
- 近藤豊 (建築学者)
- 小島道裕

### さ
- 佐伯安一
- 桜井成広
- 佐藤重夫
- 佐藤巧 (工学者)
- 澤田享

### し
- チャールズ・ジェンクス
- 陣内秀信
- 白峰旬

### す
- 鈴木博之
- 鈴木嘉吉
- ヴィンセント・スカーリー

### せ
- ブルーノ・ゼヴィ
- 関野貞
- 関野克
- 関口欣也
- 妹尾達彦
- 千田嘉博

### た
- 高村雅彦
- 谷口吉郎
- 竹島卓一
- 田中淡
- 谷川正己
- 丹下敏明
- 高橋康夫

### ち
- 竺覚暁
- 千原大五郎

### つ
- 土屋純一

### と
- 土居義岳
- 鳥羽正雄

### な
- 永井規男
- 中川理
- 中川武
- 中島智章
- 中村達太郎
- 内藤昌
- 永井規男
- 中村昌生
- 中田正光

### に
- 西和夫
- 西澤泰彦
- 西ヶ谷恭弘

### の
- 野口昌夫
- クリスチャン・ノルベルグ＝シュルツ

### は
- 長谷川堯
- 浜口隆一
- 長谷川輝雄
- 橋爪紳也
- 初田亨
- 濱島正士
- 服部英雄

### ひ
- 飛ヶ谷潤一郎
- 日高健一郎
- 平井聖

### ふ
- 深見奈緒子
- 藤井恵介
- 藤島亥治郎
- ケネス・フランプトン
- 福山敏男
- 藤森照信
- 藤谷陽悦
- 藤原惠洋
- 福山敏男
- 藤岡通夫
- 藤田勝也
- 藤田盟児
- 深井雅海

### へ
- K.マイケル・ヘイズ
- ニコラウス・ペヴズナー
- レオナルド・ベネーヴォロ

### ほ
- 堀内清治
- 堀内正昭
- 本田昌昭
- 堀勇良
- 堀口捨己
- 北條豊和

### ま
- エスター・マッコイ
- 前川道郎
- 前野まさる
- 松葉一清
- 丸山俊明

### み
- 三宅理一
- 三浦正幸
- 宮内嘉久
- 宮上茂隆
- 三木靖
- 南原公平
- 宮坂武男
- 水沼淑子

### む
- 向井正也
- 村田治郎
- 村松貞次郎

### や
- 八束はじめ
- 山岸常人
- 山口廣
- 山本学治

### よ
- 余湖浩一

### り
- 劉敦楨
- 梁思成
- 林徽因

### ろ
- コーリン・ロウ

### わ
- 和田菜穂子
- 渡辺真弓 (建築史学者)